# Diocesi di Lorium
La diocesi di Lorium (in latino: Dioecesis Loriensis) è una sede soppressa e sede titolare della Chiesa cattolica.

## Storia
Lorium era un'antica località, indicata nella Tabula Peutingeriana come prima mansio al XII miglio sulla via Aurelia, edificata attorno alla villa imperiale di Antonino Pio; la zona oggi è conosciuta con il nome di Castel di Guido. Nel territorio v'erano tre santuari martiriali: quello delle sante Rufina e Seconda sulla via Cornelia; il santuario dei santi martiri persiani Maris, Marta, Audifax e Abacuc sulla via Cornelia presso Boccea; e quello dei santi Basilide e compagni sulla via Aurelia.
La presenza dei santuari e della villa imperiale, nonché di un certo gruppo di abitanti, spinsero alla fondazione di una diocesi, che fu sede suburbicaria nella campagna ad ovest della città di Roma. Scrive Lanzoni: «Forse il bisogno di provvedere alla quotidiana celebrazione dei sacri misteri in questi tre santuari e il decoro della residenza imperiale spiegano la fondazione di questa piccola diocesi fino dal IV secolo».
Primo vescovo noto di questa sede fu Pietro, episcopus Lorensis, che partecipò al concilio lateranense indetto da papa Felice III nel 487, sulla disciplina da adottare nei confronti dei vescovi e del clero africani che avevano apostatato dalla fede cattolica durante la persecuzione del re vandalo Unnerico; il nome di Pietro è associato ad una decretale dello stesso papa dell'anno successivo, in cui vengono affrontati i casi dei cristiani africani che hanno ricevuto dagli ariani un secondo battesimo. Nel concilio indetto da papa Gelasio I il 13 maggio 495 prese parte un vescovo Pietro, ma gli atti conciliari non riportano la sua sede di appartenenza; non è da escludere che si tratti del medesimo personaggio. Un vescovo di nome Pietro è poi menzionato, ma senza indicazione della sede di appartenenza, in diverse lettere del medesimo papa Gelasio I (492-496); anche in questo caso potrebbe trattarsi dell'episcopus Lorensis.
Il 1º marzo 499 papa Simmaco indisse un concilio romano nella basilica vaticana per regolamentare le elezioni pontificie dopo lo scisma del 498 che aveva portato alla duplice elezione di Simmaco e di Laurenzio. Gli atti conciliari riportano due liste dei partecipanti: nella lista delle presenze conciliari è annotato Adeodato episcopus Lorensis; nella lista delle sottoscrizioni degli atti sinodali, Adeodato è indicato come episcopus ecclesiae Cerrensis, ossia vescovo di Ceri. Lanzoni ipotizza che durante l'episcopato di Adeodato, la Chiesa di Ceri fu per un certo periodo unita a quella di Lorium, e nel concilio del 499 Adeodato si firma ora come vescovo di Lorium ora come vescovo di Ceri. Anche Pietri spiega questa duplice titolatura o con un errore dei manoscritti o con il fatto che Adeodato all'epoca era incaricato delle due sedi episcopali di Caere e di Lorium.
Ai due successivi concili simmachiani, quello detto "palmare" del 25 ottobre e quello del 6 novembre, collocabili fra il 501 e il 502, prese parte un Adeodato episcopus ecclesiae Silvae Candidae. Lanzoni, Duchesne e Pietri ritengono che si tratti dello stesso vescovo di Lorium documentato nel 499, che nel frattempo aveva trasferito la sua sede episcopale a Selva Candida. Nelle fonti coeve non è più menzionato il titolo Lorensis, mentre prosegue quello di Selva Candida o Santa Rufina.
Dal 1970 Lorium è annoverata tra le sedi vescovili titolari della Chiesa cattolica; dal 21 marzo 1988 il vescovo titolare è Carlos Filipe Ximenes Belo, S.D.B., già amministratore apostolico di Dili.

## Cronotassi

### Vescovi
- Pietro † (prima del 487 - dopo il 495 ?)[5]
- Adeodato † (menzionato nel 499)

### Vescovi titolari
- John Joseph McEleney, S.I. † (1º settembre 1970 - 23 dicembre 1970 dimesso)[6]
- Jean Jérôme Hamer, O.P. † (14 giugno 1973 - 25 maggio 1985 nominato cardinale diacono di San Saba)
- Ennio Appignanesi † (3 luglio 1985 - 21 gennaio 1988 nominato arcivescovo di Matera-Irsina)
- Carlos Filipe Ximenes Belo, S.D.B., dal 21 marzo 1988